# Galerina clavus
Galerina clavus är en svampart som beskrevs av Romagn. 1942. Galerina clavus ingår i släktet Galerina och familjen Strophariaceae.   Inga underarter finns listade i Catalogue of Life.